# لودوفيكو سيلفا
لودوفيكو سيلفا (بالإسبانية: Ludivoco Silva) هو فيلسوف وشاعر فنزويلي، ولد في 12 ديسمبر 1937 في كاراكاس في فنزويلا، وتوفي بنفس المكان في 8 ديسمبر 1988.